# St. Wendelin (Spielberg)

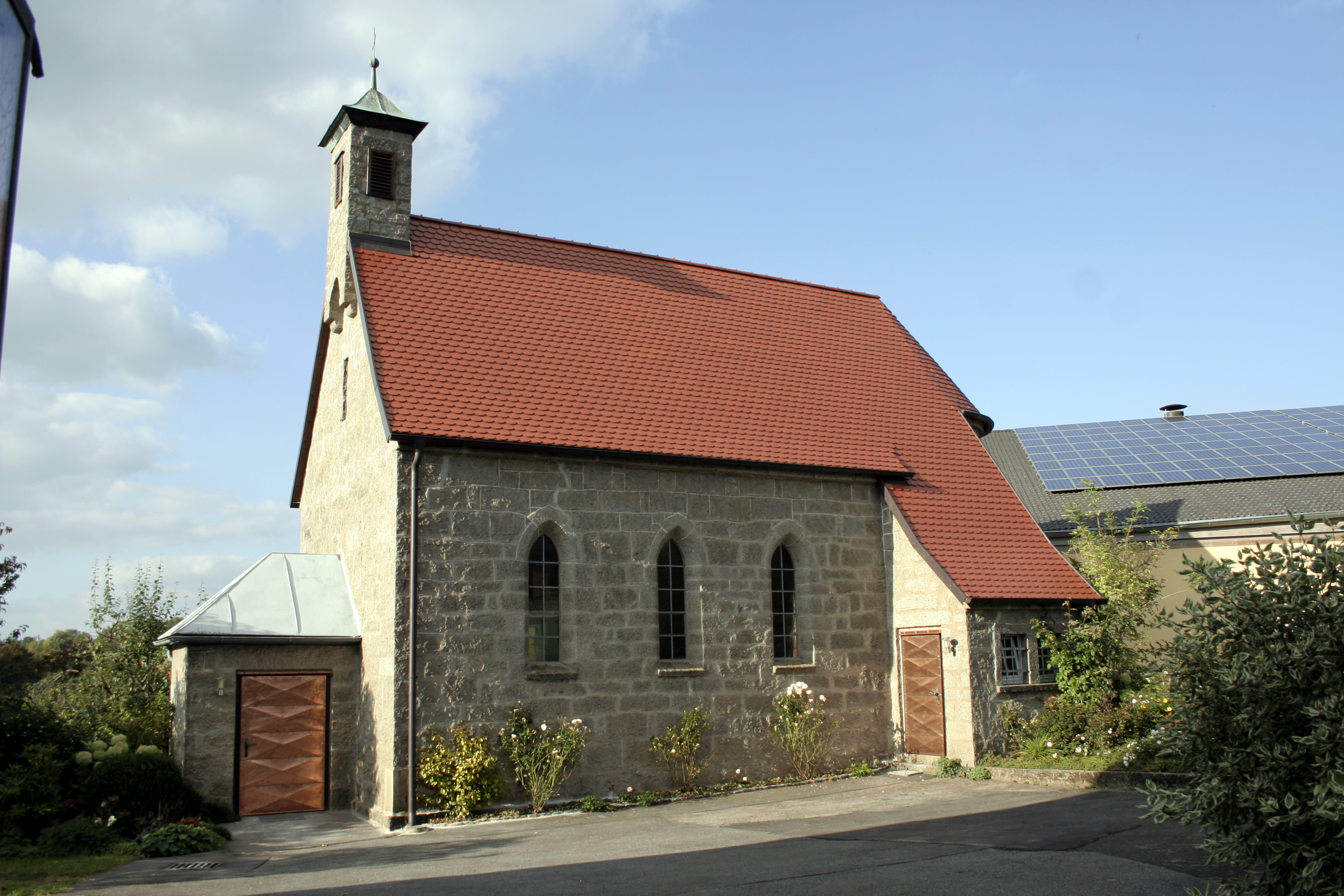
Filialkirche St. Wendelin in Spielberg bei Waldthurn

Die denkmalgeschützte römisch-katholische Filialkirche St. Wendelin liegt im oberpfälzischen Spielberg, einem Ortsteil von Waldthurn (Spielberg 9). Das Patrozinium ist dem St. Wendelin geweiht und wird alljährlich am 20. Oktober gefeiert.

## Geschichte
Bereits 1767 entstand in Spielberg (Waldthurn) eine Kapelle, denn Pfarrer Joan Nicolaus Widmann hat am 16. Mai 1767 an das Bischöfliche Ordinariat in Regensburg die Mitteilung gemacht, dass Spielberg aus eigenen Mitteln eine kleine Kapelle (mit den Abmessungen 3,5 mal 2,1 Meter) mit einer 24 kg schweren Glocke errichten will. Das Pflegamt hatte dazu bereits am 2. Mai 1767 das Einverständnis erteilt. 1826 berichtete Pfarrer Johann Paul Kohlbeck, dass die Kapelle 1803 gewaltsam zerstört worden sei, dass aber ein wohlhabendes Gemeindemitglied diese wieder mit einem Türmchen errichten will. Dazu gab das Ordinariat am 22. September 1828 seine Erlaubnis. Die beantragte Benediktion, damit man auch die Heilige Messe feiern könne, wurde aus unbekannten Gründen aber nicht vollzogen.
1928 wurde ein Kapellenbauverein, um einen Neubau der Kapelle zu errichten, gegründet. Dieser bestand aus 13 Bewohnern von Spielberg. Der Zimmermann Michael Einweg lieferte für die Kapelle den Bauplan (er errichtete später auch kostenlos den Dachstuhl) und es wurde 1933 mit dem Neubau begonnen. Dazu ist die Vorgängerkapelle aus dem 19. Jahrhundert abgebrochen worden, auch weil man die Steine wiederverwenden wollte. Zur Stabilisierung mussten noch Pfähle in den Untergrund geschlagen werden. Die Maurerarbeiten erledigte der Maurermeister Säckl aus Flossenbürg, die Granitsteine wurden von Ruppert und Johann Schmaderer gebrochen. Die Gemeindebewohner leisteten für den Bau umfangreiche Hand- und Spanndienste. Pfarrer Georg Haller betrachtete den wiederhergestellten Bau eher skeptisch, da nun auch ein Kooperator wöchentlich den langen Fußmarsch für die Schulmesse von Waldthurn nach Spielberg zurücklegen sollte. Trotz dieser Bedenken konnte die neue Kapelle am 11. November 1934 von Pfarrer Georg Haller eingeweiht werden.

## Kirchengebäude
Die Filialkirche St. Wendelin in Spielberg ist eine Saalkirche mit einem Steildach und eingezogenem, rundbogig geschlossenem Chor. Das Kirchlein besitzt einen Giebelreiter, der mit einem Pyramidendach abgeschlossen ist.

## Innenausstattung
Das ursprüngliche Altarbild stellt den Heiligen Wendelin als Hirte und als Mönch dar, er gilt ja als der Schutzpatron der Hirten und der Landleute und war vermutlich ein Abt des Klosters Tholey. Dieses Bild wurde später geteilt und die beiden gerahmten Bilder befinden sich nun seitlich des Altares. Die Kirche besitzt einen alten Kreuzweg, eine Statue der Madonna mit Kind und eine Sebastiansstatue; alle diese Kunstwerke stammen aus der alten Kapelle.